# Conjunt carrer Reixach (Santa Coloma de Cervelló)
El Conjunt del carrer Reixach és una obra del municipi de Santa Coloma de Cervelló (Baix Llobregat) inclosa en l'Inventari del Patrimoni Arquitectònic de Catalunya.

## Descripció
Es tracta d'un conjunt de cases, de l'1 al 5 amb un aire decididament arabitzant, moda de la que no s'escapà pràcticament cap arquitecte de principis de segle i que fou una conseqüència de l'Exposició Internacional. Tres cases netament diferents, malgrat la unitat d'estil. Totes elles de planta baixa i un pis, de factura de maó arrebossat amb les ornamentacions i les baranes del terrat de maó vist. Cal destacar la sensació de relleu aconseguida en les sanefes que emmarquen les obertures i els límits de la casa nº5 i que es repeteix en la barana superior que tant en aquesta casa com en la seva veïna passa a complementar la seva funcionalitat amb una clara intenció decorativa.

## Història
La Colònia Güell, està tota ella projectada i construïda entre els anys 1890, data en què es va posar la primera pedra de la fàbrica de filats i teixits de cotó. El 1917 es deturà provisionalment la construcció de l'església i per causa de la mort d'A. Gaudí l'any següent ja no es continuà. Els conjunts de casetes per a treballadors estan datats entre els anys 1908 i 1914 en la seva majoria, encara que no consta la data exacta en cap d'ells. El projecte urbanístic és atribuït al col·laborador de Gaudí, F. Berenguer i Mestre.